# Саймон Болівар Бакнер-молодший
Саймон Болівар Бакнер-молодший (англ. Simon Bolivar Buckner Jr.; 18 липня 1886, Манфордвайл, штат Кентуккі, США — 18 червня 1945 року, острів Окінава, Японія) — американський воєначальник, генерал (1954, посмертно). Був найбільш високопоставленим американським генералом з тих генералів, які загинули під час Другої світової війни.

## Біографія
Народився у сім'ї генерала армії Конфедерації Саймона Болівара Бакнера-старшого. Бакнер-старший був впливовим політиком Демократичної партії, губернатором штату Кентуккі, а в 1891 році навіть висунув свою кандидатуру на посаду віцепрезидента США від Демократичної партії.
Бакнер-молодший пішов шляхом батька і пішов на військову службу. Він закінчив Віргінський військовий інститут, а також військову академію у Вест-Пойнті. Здійснив дві подорожі на Філіппіни, про що написав книгу подорожніх нотаток.
У Першій світовій війні Бакнер участі не брав. Він знаходився у США на викладацькій роботі.
У міжвоєнний період Бакнер працював викладачем тактики у Вест-Пойнті.
Із 1936 року — заступник командира 23-го піхотного полку. Із 1937 року — командир 66-го піхотного полку. Із 1938 року — командир 22-го піхотного полку, із 1939 року — начальник штабу 6-ї дивізії.

### Друга світова війна
У 1940 році Бакнер був призначений командувачем американських військ на Алясці. На цій посаді він і зустрів вступ США у війну.
У 1942 році над Аляскою нависла загроза вторгнення японців. У червні 1942 року японці атакували Датч-Харбор і нанесли авіаудар по місту і військовій базі. Незабаром японці захопили Алеутські острови. Бакнер діяв нерішуче й обережно. Все, що він зміг зробити це евакуювати місцеве алеутське населення.
У 1943 році американські та канадські війська під командуванням Бакнера відвоювали у японців Алеутські острови. Але японці евакуювали свої війська раніше і союзники кілька днів бомбардували пусту територію. Попри сумнівність перемоги Бакнер був підвищений у військовому званні до генерал-лейтенанта.
Із липня 1944 року Бакнер командував 10-ю американською армією. Спершу армію планували висадити на острів Тайвань, але згодом американське командування вирішило силами 10-ї армії захопити острів Окінава.
Під час битви за Окінаву Бакнер наказав своїм військам атакувати японців в лоб. Замість обходу і оточення японських укріплень американці атакували їх фронтально і зазнавали величезних втрат. Під час боїв за Окінаву Бакнер заявив: «Я хочу християнізувати японців. Найкращим спосіб це зробити буде поховати їх у християнських могилах.»

### Загибель
Бакнер часто відвідував передові позиції своїх військ. Генерал завжди прибував у джипі з прапором генерал-лейтенанта і сам ходив у формі з генеральськими відзнаками. Таким чином Бакнер був чудовою мішенню для японських снайперів.
18 червня 1945 року Бакнер, як зазвичай прибув на передову. Японці помітили генерала і відкрили шквальний артилерійський вогонь. Під час обстрілу Бакнер був поранений осколком снаряда і незабаром помер.

## Вищі військові звання
- Бригадний генерал (1 вересня 1940)
- Генерал-майор (4 серпня 1941)
- Генерал-лейтенант (4 травня 1943)
- Генерал (19 липня 1954, посмертно)

## Нагороди
Бакнер був нагороджений багатьма американськими нагородами, зокрема «Пурпуровим серцем» і медаллю «За службу у ВМС».